# Amelia Sarah Levetus
Amelia Sarah Levetus (* 22. Oktober 1853 in Birmingham; † 9. Juni 1938 in Wien) war eine britisch-österreichische Kunsthistorikerin, Autorin und engagiert in der Volksbildung.

## Leben
Amelia Levetus entstammte einer in England ansässigen jüdischen Familie. Die Gebrüder Levetus arbeiten in der Vittoria Street als Juweliere und Silberschmiede. Ihr Vater Lewis betätigt sich ehrenamtlich in der jüdischen Gemeinde. Die Mutter Celia gab in jungen Jahren mit ihrer Schwester Marion  das „Sabbath Journal“ heraus. Die  Geschwister  verfassten einen Gedichtband und zwei Werke zur jüdischen Geschichte.
Amelia besuchte in ihrer Heimatstadt die King Edward's School, das Midland Institute und das Mason College. Sie studierte Volkswirtschaft an den Universitäten in Birmingham, St. Andrew's, Cambridge und Aberdeen. 1891 übersiedelte sie nach Wien. Zwei Jahre später wurde sie als außerordentliche Studentin an die Wiener Universität zugelassen.
Auf Einladung des Nationalökonomen Eugen Peter Schwiedland (1863–1936) hielt sie 1897 als erste Frau an der Wiener Universität zwei öffentliche Vorträge über Engros–Genossenschaften. Ihre Aufsätze zur volkswirtschaftlichen Selbsthilfe von Arbeitern in England und Schottland erschienen in einer französischen Fachzeitschrift.
Sie starb ledig am 9. Juni 1938 in Wien XIX., Peter Jordanstraße 82 und wurde am 15. Juni 1938 auf dem Urnenhain beim Wiener Zentralfriedhof, Abteilung 8, Ring 2, Gruppe 6, Grab No. 175 beigesetzt.

### Kunstkritik und Kunstförderung
Amelia Levetus engagierte sich als Journalistin für die zeitgenössische Kunst in Wien, für das Kunstgewerbe und modernes Design.
1902 schrieb sie  einen Beitrag für die in London, Paris und New York erscheinende Kunstzeitschrift "The Studio" über die neueste Ausstellung der Wiener Secession. Sie berichtete über Gemälde von Gustav Klimt und Franz Stuck und die  von einer Reise nach Japan angeregten Holzschnitte des Emil Orlik. Im gleichen Jahr folgte eine Reportage über österreichisches Design bei der internationalen Ausstellung für Dekorative Kunst in Turin.  1905 wurden dem Publikum die Landschaftsgemälde von Karl Mediz (1868–1945) und Emilie Mediz-Pelikan (1861–1908) vorgestellt. In der nächsten Ausgabe ging es um Kunstgewerbeschulen in Österreich, um antike Möbel, darunter auch Puppenmöbel des 16. Jahrhunderts aus der Sammlung von  Albert Figdor.
Im Juli 1906 standen bäuerliche Stickereien im Mittelpunkt. Levetus stellte Innenarchitekten und den Kunsthandwerker Otto Prutscher vor, der an der Kunstgewerbeschule studiert hatte und an der Graphischen Lehr- und Versuchsanstalt lehrte. Im Dezember 1906 folgte ein Aufsatz über österreichisch-ungarische Bauernmöbel. Im Juni 1908 erschien ein Artikel über den Wiener Maler und Radierer Ludwig Michalek. Den kunsthandwerklichen Nachwuchs der „Kaiserlichen Kunstgewerbeschule“ präsentierte sie am Stubenring.
1903 wurde im Volksheim Ottakring im Arbeiterbezirk Ottakring der „John-Ruskin-Club“ gegründet und Frau Levetus zur Präsidentin gewählt. Vorbild für den Club war John Ruskin, Professor der Kunstgeschichte in Oxford, Gründer eines Museums, einer Zeichenschule und Abendschule für Handwerker. 

## Werke
- Imperial Vienna. An Account of Its History, Traditions and Arts. Lane, London 1905. Volltext